# Пересопницьке Євангеліє

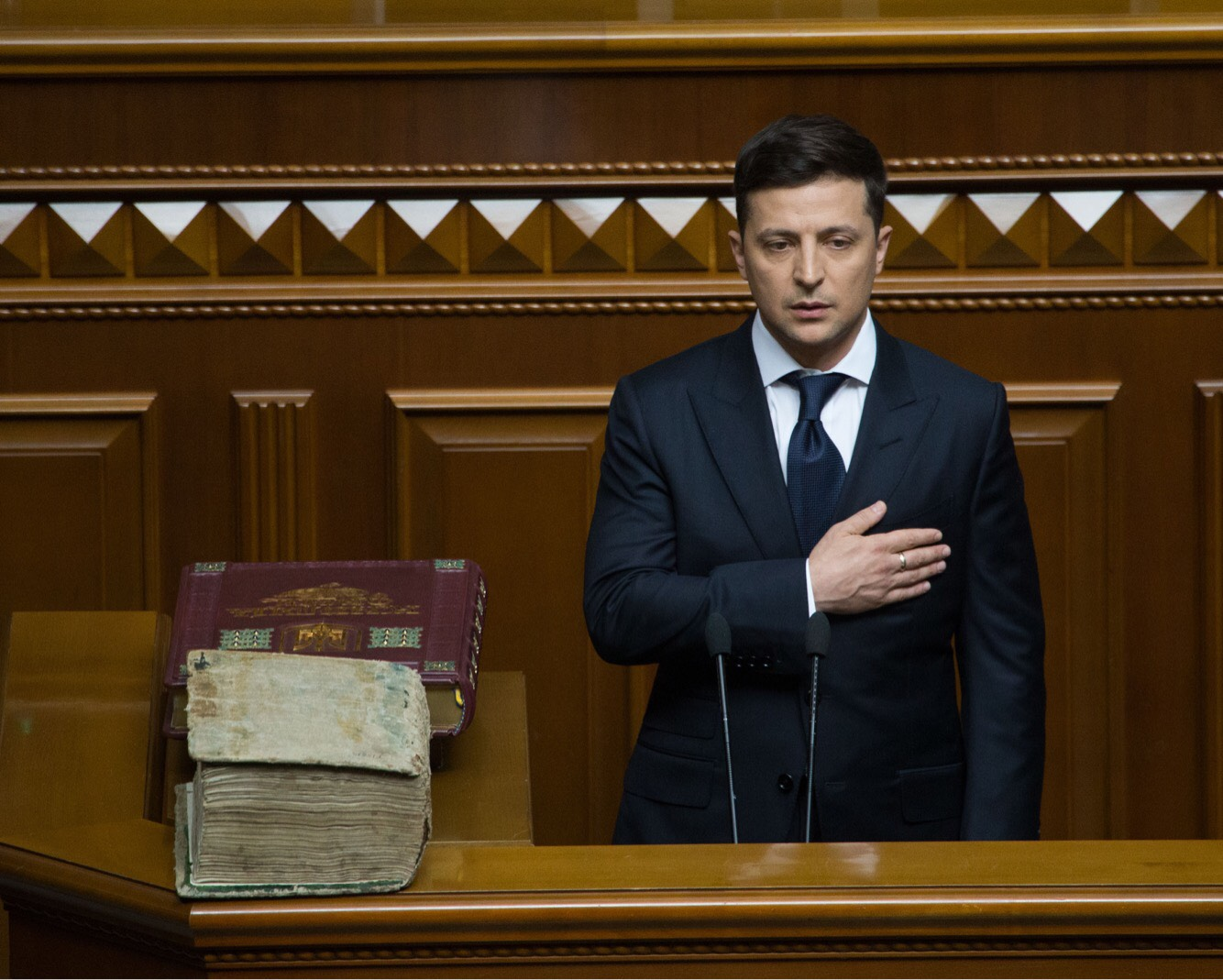
Інавгурація Президента України Володимира Зеленського у 2019 році поруч із Пересопницьким Євангелієм (ліворуч)

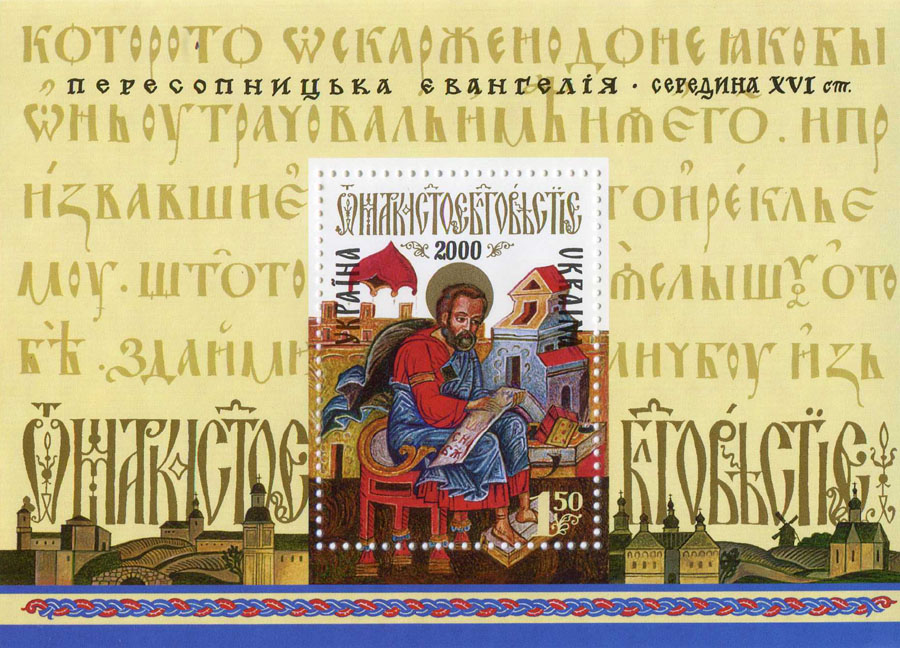
Марка Укрпошти «Пересопницька Євангелія, 16 ст.» (2000)

Пересо́пницьке Єва́нгеліє — визначна рукописна пам'ятка староукраїнської мови та мистецтва XVI століття. Один з перших українських перекладів біблійного, канонічного тексту (четвероєвангелія) на староукраїнську літературну мову, здійснений у 1556–1561 роках Михайлом Василієвичем, поповичем з міста Сянока Руського воєводства Королівства Польського й ієромонахом Григорієм, а згодом - архімандритом Пересопницького монастиря Різдва Пресвятої Богородиці Волинського воєводства Великого Князівства Литовського.
Створене за накладом волинської княгині Анастасії Заславської . 
Оригінал рукопису зберігається у Києві в Інституті рукопису Національної бібліотеки України імені В. І. Вернадського.
Національна святиня України. Президенти України під час інавгурації присягають народові не лише на Конституції, а й на Пересопницькому Євангелії, яке символізує історичні корені української духовності.

## Історія створення
Роботу над Євангелієм розпочали 15 серпня 1556 року в «в дворци манастыри Жеславском, при церкви Святыя и Живоначальныя Троица», що розташовувався у Вишньому замку міста Заслава на Волині - столиці володінь князів Заславських.
Продовжена (з аркуша 155 зворотного) в Пересопницькому монастирі Різдва Пресвятої Богородиці в селі Пересопниця князів Чорторийських, після призначення Григорія архімандритом, де і була, завершена — 29 серпня 1561 року.
Над перекладом і переписуванням євангелія працював Михайло Василієвич, син протопопа сяноцького. За версією відомого письменника, науковця і краєзнавця Григорія Дем'янчука це був писар Михайло Василевич (Свинюський). Крім нього, в записі до книги згадується ще архімандрит Пересопницького монастиря Григорій.
На думку видатного дослідника української рукописної спадщини Якима Запаска, який проаналізував особливості каліграфії письма пам'ятки і характер художнього виконання мініатюр, до роботи над рукописом Пересопницького Євангелія були причетні ще двоє осіб - художник, автор мініатюр і переписувач, що долучився до роботи над книгою вже в пересопницький період.
Згідно з інвентарем Пересопницького монастиря від 29 жовтня 1600 року рукопис належав до бібліотеки обителі: «Евангелие, тетръ писаное, атласом зеленым крытое, на нем сребра белого бляшек пятъ.»

## За межами Волині
Від 1600 до 1701 року історія побутування пам'ятки невідома.
16 квітня 1701 р. гетьман України Іван Мазепа подарував його Переяславському єпископському престолові. Від 1799 року зберігалося в архіві бібліотеки Переяславської духовної семінарії, де 1837 року з ним познайомився Йосип Бодянський. Також з Євангелієм ознайомився Т. Г. Шевченко, про що написав у своїх археологічних нотатках (жовтень 1845 — квітень 1846). При переведенні семінарії до Полтави (1862) рукопис був також перевезений і надалі зберігався у Полтавській духовній семінарії.
На початку ХХ ст. Євангеліє було передане до Полтавського давньосховища, де його вивчали Володимир Перетц та Олександр Грузинський.
1919 року пам'ятку було передано до Центрального пролетарського музею Полтавщини, а 1940 року — до новоствореного Художнього музею. 1941 року, разом із цінностями музею, пам'ятка була евакуйована на Схід. По війні вона була передана до заповідника «Києво-Печерська лавра».
Під час Другій світовій війни рукопис з іншими фондами АН УРСР та самою АН УРСР були евакуйовани в Уфу.
Від 24 грудня 1947 року — у відділі (тепер інституті) рукопису Бібліотеки АН УРСР (нині Національна бібліотека України імені В. І. Вернадського), де й зберігається дотепер.

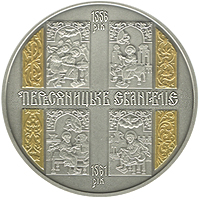
Пересопницьке Євангеліє (срібна монета) із серії «Духовні скарби України»

Оригінал пам'ятки в бібліотеці Переяславської семінарії у 1830-х роках відкрив і ввів до наукового обігу визначний український вчений Осип Бодянський, який свого часу був учнем Переяславської духовної семінарії. Пам'ятку вивчали Володимир Перетц, Олександр Грузинський, Інна Чепіга.

## Матеріали та виконання
Важливим аспектом цінності книги є художнє оформлення. Її орнаментація, створена в народному українському стилі, розміщення тексту, виписування кожної літери чітким гарним уставом свідчить про високий рівень майстерності українських переписувачів.
Євангеліє написане пізнім уставом на пергаменті чорним чорнилом і циноброю (червоною фарбою). У рукописі є ще «дробне» письмо, яким виписані всі приписки, післямови тощо. Містить покажчик читання за місяцями.
Обкладинка виконана з обрамлених в зелений оксамит дубових дощечок.
У 2011 мистецтвознавець і художник Лев Скоп у своїй монографії, аргументував своє наукове відкриття про авторство мініатюр і орнаментального оздоблення «Пересопницького Євангелія», що на думку Л. Скопа належить майстрові Федуску зі Самбора.

## Мова

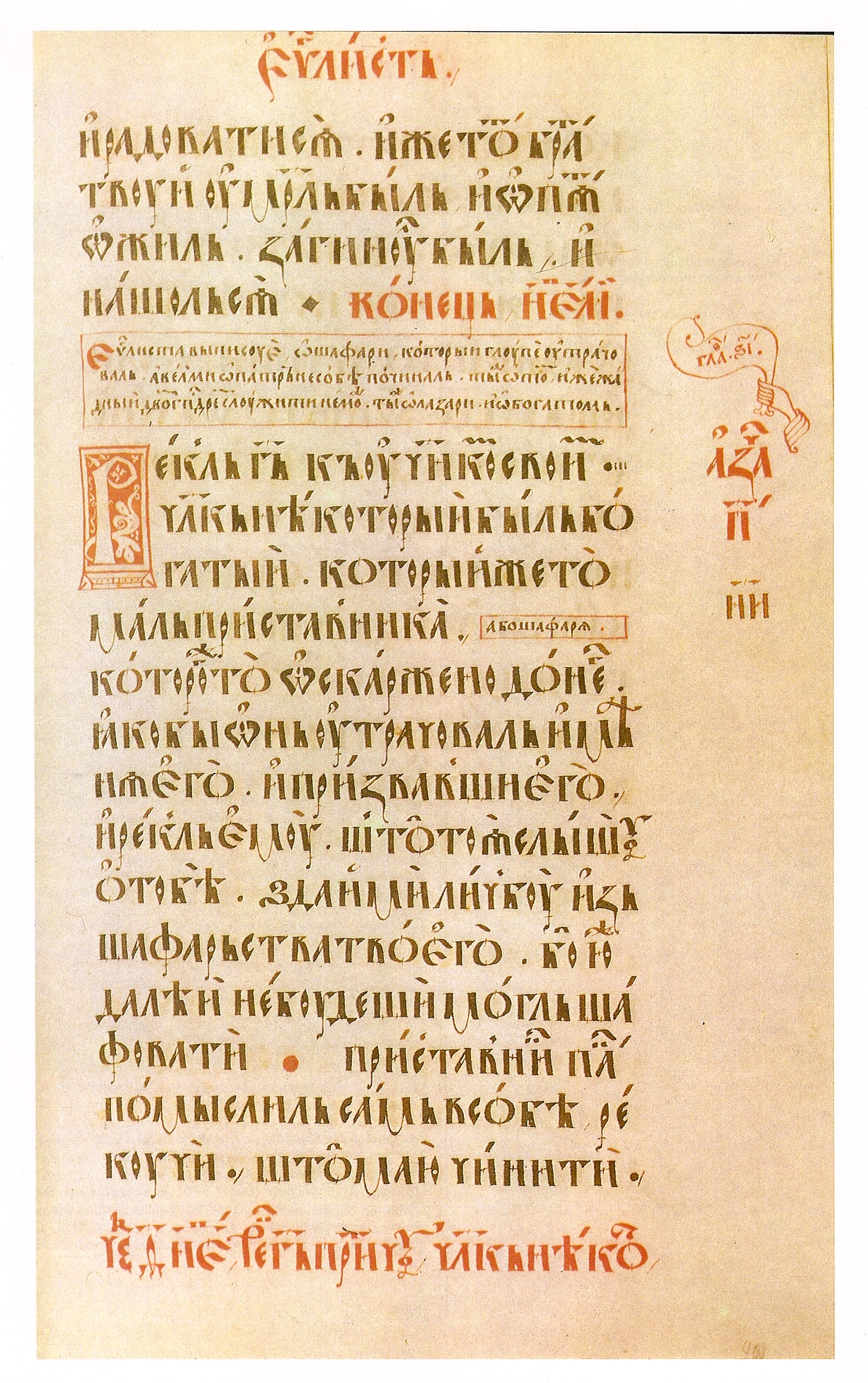
Сторінка з ініціалом

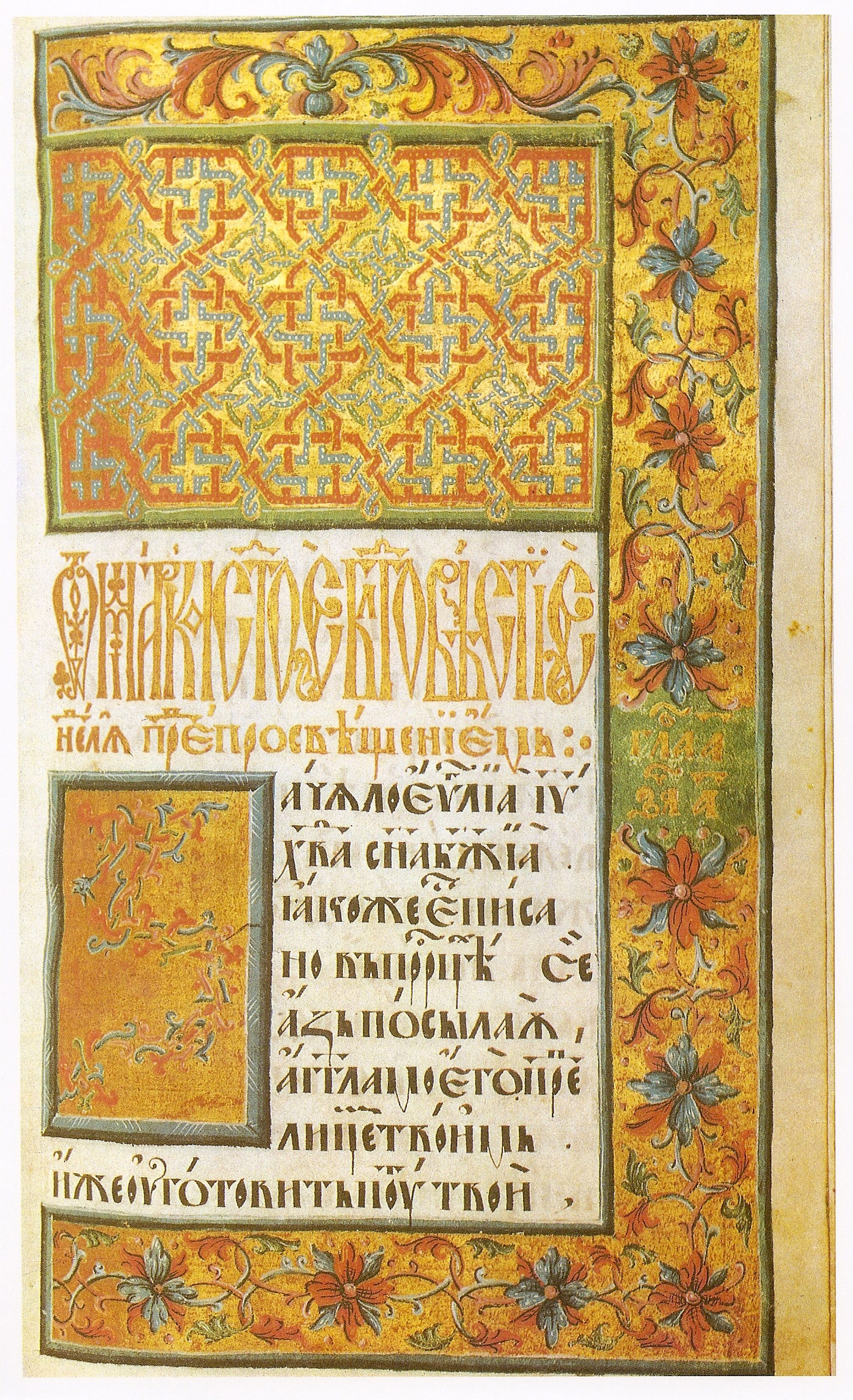
Сторінка з орнаментними прикрасами

Пам'ятка писана староукраїнською літературно-писемною мовою уставом та півуставом з елементами скоропису. Це найраніший із відомих перекладів євангельського тексту українською мовою середини XVI ст., який дійшов до нашого часу. Євангеліє було перекладено з церковнослов'янської мови болгарської редакції.
Переклад відрізняється за якістю: ближче до церковнослов'янського оригіналу перекладено Євангелія від Матвія і Марка, а ближче до народної мови — Євангеліє від Луки і, меншою мірою, від Йоана. Мова Передмови Феофілакта Болгарського до Євангелія від Матвія залишилася переважно церковнослов'янською.
На думку лінгвіста Дмитра Чижевського текст євангелія є «досить поміркованою українізацією євангельського тексту», проте мовознавець Юрій Шевельов називав його «майже суто народнім своєю мовою».

### Особливості мови
Народнорозмовну лексику введено до тексту переважно за допомогою глос. Вони, як правило, ставляться поряд із словами оригіналу, але обрамляються «прямокутниками»; виписані «дробним» письмом. Це, здебільшого, старослов'янські слова (наприклад, «чресла» — стегна, «бдѣти» — не спати), але є українські глоси до українських же слів. Вони свідчать про пошуки наддіалектного слова, вироблення загальноукраїнської лексичної норми («стрѣху» — дах, «через збожя» — через оранку тощо).
Лише кілька українських відповідників винесено на береги рукопису (маргінальні глоси). Найчастіше український лексичний відповідник або пояснення подано в рамці безпосередньо після незрозумілого чи малозрозумілого слова. В Євангелії від Луки найбільше глос — 89, а в Євангелії від Матвія найменше — усього 14; в Євангелії від Марка — 24, в Євангелії від Йоана — 30.
У Пересопницькому Євангелії частину грецьких та старослов'янських слів залишено без перекладу «…очевидно, зі стилістичною метою, щоб зберегти високий стиль писемно-літературного жанру», проте часто (не завжди) вони супроводжуються українськими лексичними відповідниками.
На графіці рукопису позначився другий південнослов'янський вплив. Рукопис багато орнаментований: різнокольорові з золотом високохудожні мініатюри, заставки, ініціали, кінцівки з українськими мотивами.
Пам'ятка містить унікальний матеріал для вивчення історії української мови на всіх її рівнях та взаємодії народнорозмовних і книжних елементів в українській літературно-писемній мові XVI ст. У ній чітко проступають риси живої народної мови. На фонетичному рівні це наявність народнорозмовної фонеми і переднього ряду високого підняття, українські рефлекси ятя, перехід о, е в і в новозакритому складі тощо. На морфологічному рівні засвідчено велику кількість варіантів за рахунок закінчень, властивих живомовній практиці. Синтаксична структура виразно українська.

## Видання

### Видання оригінального тексту староукраїнською мовою
Текст рукопису Пересопницького Євангелія закінчено 1561 року в Пересопницькому монастирі.
У 2001 році Інститутом української мови НАН України здійснено перше видання транслітерованого тексту Пересопницького Євангелія із науковою обробкою — впорядкуванням, дослідженнями, словопокажчиками. Із більш як 700 сторінок опублікованої книги транслітерований текст займає лише 270 сторінок — решту сторінок присвячено дослідженням книги. У передмові до цього видання редактори заявили, що вони виробили спеціальну систему транслітерування церковнослов'янської кириличної абетки, де використовується сучасна українська кирилична абетка з додаванням наступних літер з церковнослов'янської кириличної абетки: ε, s, ω, ъ, ы, ѣ, ѫ, ѧ, ѯ, Ψ, Θ, ѵ диграфа oy, лігатур Ꙋ та ѿ.
У 2008 році за сприяння Української Православної Церкви (Московського патріархату) у видавництві АДЕФ-Україна було видано перше факсимільне видання Пересопницького Євангелія. У 2011 році це факсимільне видання було перевидано у видавництві АДЕФ-Україна.
У 2011 році Ужгородською українською богословською академією імені святих Кирила і Мефодія було видано друге факсимільне видання Пересопницького Євангелія.
У 2017 році у селі Пересопниця було видано третє факсимільне видання Пересопницького Євангелія.
Список видань
- Пересопницьке Євангеліє. Пересопниця: Пересопницький монастир. 1561. 482 арк.
- Пересопницьке Євангеліє (транслітероване видання) // Пересопницьке євангеліє 1556—1561. Дослідження. Транслітерований текст. Словопокажчик. Упорядники: Олексій Онищенко, Інна Чепіга та ін. Київ: НБУВ; Київ: Український мовно-інформаційний фонд Інституту української мови НАН України. 2001. 702 стор.: 115—406. ISBN 966-02-2138-Х
  - (передрук) Пересопницьке Євангеліє (транслітероване видання) // Пересопницьке євангеліє 1556—1561. Дослідження. Транслітерований текст. Словопокажчик. Упорядники: Олексій Онищенко, Інна Чепіга та ін. Київ: НБУВ; Київ: Український мовно-інформаційний фонд Інституту української мови НАН України. 2011. 701 стор.: 115—406. ISBN 978-966-02-6014-6 (2-ге вид., доповн.)

- Пересопницьке Євангеліє (факсимільне видання). Київ: Адеф-Україна; Київ: Російська православна Церква в Україні. 2008. 483 стор. ISBN 978-966-7936-87-7 (1020 років Хрещенню Русі)
  - (передрук) Пересопницьке Євангеліє (факсимільне видання). Київ: Адеф-Україна, 2011. 483 стор. ISBN 978-966-2347-26-5 (Реформації 500 років присвячується)
  - (передрук) Пересопницьке Євангеліє (факсимільне видання). Київ: Адеф-Україна, 2011. 483 стор. ISBN 978-966-187-091-7 (До 450-річчя Пересопницького Євангелія)
  - (передрук) Пересопницьке Євангеліє (факсимільне видання). Ужгород: Інформ.-вид. центр ДННК УУБА-КаУ; Ужгород: ПП «Мельник». 2011. 964 стор. ISBN 978-966-7936-87-7 (До 1150-річчя заснування Київської Митрополії)
  - (передрук) Пересопницьке Євангеліє (факсимільне видання). Уклад. М. Федоришин. Рівне; Пересопниця: Харват О. М., 2017. 234 стор. ISBN 978-966-2347-26-5

### Видання перекладу тексту сучасною українською мовою
9 листопада 2010 в День української писемності та мови у видавництві АДЕФ-Україна було представлено видання Пересопницьке Євангеліє. Витоки та сьогодення. У книзі міститься зменшені факсимільні копії зображень оригінальних текстів, оригінальний текст транслітерований сучасною українською кириличною абеткою (з додаванням трохи більше десяти літер з церковнослов'янської кириличної абетки) та перекладом Пересопницького Євангелія сучасною українською мовою.
Список видань
- Пересопницьке Євангеліє (сучасною українською мовою) // Пересопницьке Євангеліє. Витоки і сьогодення. Редактори та рецензенти: М. Г. Жулинський, П. Ю. Гриценко, О. П. Толочко, П. М. Кралюк; Переклад з старослов. Київ: АДЕФ-Україна. 2011. 1724 стор.: ?-?. ISBN 978-966-187-092-4[36]

## Присяжна книга
Починаючи з 1991 року, стало традицією під час присяги Президента України на вірність народові України поряд з Конституцією України та Актом проголошення незалежності України класти Пересопницьке Євангеліє, як найдорожчу духовну святиню.